# Discurso do sujeito coletivo
O Discurso do Sujeito Coletivo - DSC é uma técnica da Pesquisa Qualitativa, desenvolvida pelos professores Fernando Lefevre e Ana Maria Cavalcanti Lefevre, da Universidade de São Paulo e do Instituto de Pesquisa do Discurso do Sujeito Coletivo, uma instituição privada criada em 2005 por pesquisadores provenientes da USP.
Tal técnica, utilizada em pesquisas de opinião, consiste em analisar depoimentos provenientes de questões abertas, agrupando os estratos dos depoimentos de sentido semelhante em discursos-sintese redigidos na primeira pessoa do singular, como se uma coletividade estivesse falando.
A técnica pode ser usada em todo tipo de pesquisa de opinião com questões abertas.
Para a realização de analises com o DSC, os autores, em parceria com a empresa Sales & Paschoal Informática desenvolveram o software QQSoft - qualiquantisoft.